# Cotoneaster uniflorus
Cotoneaster uniflorus är en rosväxtart som beskrevs av Aleksandr Andrejevitj Bunge. Cotoneaster uniflorus ingår i släktet oxbär, och familjen rosväxter. Inga underarter finns listade i Catalogue of Life.